# Helina fluocharis
Helina fluocharis este o specie de muște din genul Helina, familia Muscidae, descrisă de Shinonaga și Tadao Kano în anul 1984. Conform Catalogue of Life specia Helina fluocharis nu are subspecii cunoscute.